# Protoptila cana
Protoptila cana är en nattsländeart som beskrevs av Oliver S. Flint Jr. 1974. Protoptila cana ingår i släktet Protoptila och familjen stenhusnattsländor. Inga underarter finns listade i Catalogue of Life.